# Ochrodota brunnescens
Ochrodota brunnescens là một loài bướm đêm thuộc phân họ Arctiinae, họ Erebidae.